# Corporação
Em linguagem popular, corporação (do latim corporis e actio, corpo e ação) é um modo de se referir a grandes empresas ou ainda a organizações.
Em termos jurídicos, caracteriza uma forma específica de pessoa jurídica na qual proprietários possuem responsabilidades limitadas, a administração é feita de maneira centralizada e voltada ao lucro de seus proprietários, com ações transferíveis. São as S.A.s: Sociedade Anônima. Sua característica originária é a separação entre propriedade e gestão. Em uma corporação, os proprietários são aqueles que possuem ações da empresa - sempre mais de uma pessoa, geralmente em sociedades anônimas e com titularidade facilmente transferível.
“A corporação ou companhia é a principal forma desenvolvida no capitalismo industrial para condução de negócios e é, portanto uma instituição social central [...]”.

## Processo Histórico
As corporações se originaram como comendas estatais para funções de interesse público. Tratava-se de um privilégio concedido a empresas durante o período em que prestavam serviços ao poder público como garantia para investimentos arriscados voltados ao interesse público, em geral. obras públicas. Durante a construção de uma ponte, por exemplo, qualquer grande imprevisto financeiro poderia arruinar o patrimônio do(s) proprietários da empresa que prestasse o serviço pois seriam eles os responsáveis pelo prejuízo; em uma corporação, os proprietários não possuem essa responsabilidade - ela é direcionada aos gestores.
A incorporação se deu através de registro como direito para qualquer atividade no séc XIX na Inglaterra. A acumulação de capital gerada pela produção resulta em necessidade de novos tipos de investimentos e estes interesses econômicos pressionam mudanças legislativas. Com as corporações nasce o mercado de ações, também conhecido como mercado de capital aberto.
Entre os países desenvolvidos as corporações enquanto formas jurídicas tem rápida difusão ainda que os entre os empresários o processo tenha sido lento. O processo se deu desta forma pois as firmas individuais ainda eram capazes de gerar lucros e atrair investimentos com facilidade.
É nos Estados Unidos que se nota o crescimento mais rápido e expressivo das corporações. Em 1900 o número de acionistas no país é 4 milhões e em 1928, o número salta para 18 mílhões. Como consequência, há dispersão da propriedade acionária com as “empresas semipúblicas” - como são referidas então as corporações por seu caráter inicialmente ligado ao poder público.

## Os laços políticos e sociais nas corporações
As corporações, assim como as pessoas que as compõem, possuem também uma identidade orgânica capaz de alterar e influenciar a sociedade na qual estão inseridas. Possuem contatos, formam alianças e desenham estratégias capazes de redefinir os processos políticos e as diretrizes econômicas do sistema na qual estão inseridas na busca de seus interesses.
Podemos dizer, então, que as corporações se unem em laços particulares, que são definidos como: “... relações para explorar oportunidades de mercado ou para influenciar determinadas decisões de interesse.”
Na busca de maior investimento e crescimento, as empresas se aliam a atores de diversos modos, podendo criar irregularidades no mercado, como os oligopólios ou lobbies. Nesses casos, essas irregularidades no mercado são negativas, e podem gerar problemas sociais drásticos, como o agravamento da desigualdade social e o aprofundamento da luta de classes. Portanto, negativamente, estes relacionamentos podem acabar deixando o cenário político à mercê das estratégias de grandes corporações, como um jogo de influência.
Mas nem sempre a criação desses laços é maléfica para a sociedade e a economia. A participação social das corporações pode também afetar a criação de políticas públicas, visto que estes atores possuem contato direto com os governos, e muitas vezes podemos ver como as relações entre os agentes públicos e privados são intrínsecas. Um bom exemplo é se analisarmos como os principais donos de empresas e agentes de investimento do país possuem cargos públicos ou são agentes ligados ao Estado, como estatais e fundos de pensão.
Estas políticas públicas podem ser benéficas pois podem lidar com problemas que afetem diretamente sociedade e corporações, como a abertura a investimentos em setores produtivos que acarretarão na criação de empregos, alargamento da capacidade produtiva e inovação tecnológica, proporcionando o desenvolvimento do país. Ou seja, pelo lado positivo, essa irrigação das relações privadas com agentes do governo pode dar forças e credibilidade na criação de grandes projetos sociais.
Dessa forma, as redes criadas por esses laços são capazes de conectar atores públicos e privados, que interagem pelas relações de propriedade, pessoais ou ideológicas que mantém, de forma velada ou não.
Estas relações podem interfacear direito e economia, uma vez que geram instrumentos legais de consecução de interesses particulares da economia local (agentes internacionais, apesar de apresentarem papel importante no cenário devido ao aporte de investimentos que trazem ao país, não apresentam centralidade  pois costumam focar-se em setores especializados), na forma de leis ou complementos jurídicos e encontrar amparo nesses instrumentos também para materializar-se, como na forma de consórcios para associação com setor público.
É claro como o passado histórico ainda influencia a criação ou manutenção destes laços e redes. Observamos como muitas vezes as relações até mesmo familiares de agentes influentes podem conectar diversos atores de grupos distintos que convivem em um meio social próximo ou equivalente, reforçando as estruturas ainda advindas do patrimonialismo
Podemos concluir, portanto, que as alianças criadas pelos laços dos capitalistas brasileiros atuais apresentam características históricas e de aproximação societária devido á compatibilidade ideológica ou de interesse. Seja qual for o modo de conexão, os laços demarcam como as corporações podem influenciar a política e economia da sociedade no qual se apresentam e entrelaçam as relações entre Estado e capital privado no Brasil.

## O impacto da financeirização da economia nas corporações
Desde meados do século XX que existe uma tendência de financeirização da economia mundial que impacta todos os setores da sociedade, inclusive as corporações.
Essa “perda de interesse” no capital industrial e comercial se deu por diversos fatores, mas podemos colocar como exemplo o caso brasileiro, estudado pelo autor Roberto Grun. Segundo este autor, a sociedade deixou de sentir credibilidade e confiança nas empresas estatais, em seguida na indústria local e por fim no próprio conceito de “corporação”. Ou seja, já não se vislumbrava mais lucrar com essas instituições, pois cada vez mais isso se mostrava não vantajoso. Essa situação se somou com a melhora da imagem negativa que existia do mercado financeiro e da Bolsa de Valores, que anteriormente eram comumente relacionados com jogos de azar e cassinos. A partir disso, se dava a situação perfeita para que esse novo modelo de acúmulo de capital se estabelecesse no país.
A principal mudança na dinâmica das corporações foi que estas passaram a aumentar seus lucros majoritariamente com ativos financeiros, especulação e investimentos, e deixaram de focar na produção e comercialização de bens materiais. Paralelamente, as grandes empresas (principalmente aquelas que são transnacionais) seguiram em uma tendência de abertura do seu capital, ou seja, permitir que pessoas de fora possam comprar parcelas de sua organização, se tornando então um sócio minoritário. Neste período de transição ocorre um desenvolvimento massivo do mercado de capitais, pois todas as esferas da sociedade já buscavam formas de lucrar em cima desse novo modelo econômico.
A abertura de capital nas corporações implicou na mudança da figura de “dono”. Hoje, já não existe um indivíduo proprietário, e sim um grupo de acionistas. Isso alterou a cultura das empresas, que passaram a se preocupar principalmente com resultados que sejam positivos aos acionistas, que são os que estão investindo na companhia. Surge nesse momento o conceito de governança corporativa.

## A Governança Corporativa como característica das corporações
Com a financeirização da economia mundial e a tendência a abertura de capital das corporações, se fez necessário desenvolver uma nova cultura dentro dessas empresas a fim de aplicar práticas que visassem satisfazer os interesses dos acionistas. É nesse momento que o conceito de governança corporativa aparece, com um conjunto de práticas que podem ser consideradas as mais ideais dentro de empresa de capital aberto.
Um dos principais pontos dentro das práticas da governança corporativa é a transparência contábil, fator muito importante entre a corporação e seus stakeholders, principalmente para os acionistas. Diversos escândalos de corrupção na história do Brasil e de todo o mundo mostram que as corporações que são transparentes em relação aos seus resultados financeiros são bem vistas, na medida em que não há nenhuma abertura aparente para casos de corrupção ou lavagem de dinheiro, por exemplo.
Além disso, existe também a tendência de incluir os próprios funcionários como acionistas da organização onde trabalham. Essa é uma estratégia que visa motivar o funcionário a apresentar sempre os melhores resultados, visando o maior lucro e, consequentemente, o aumento do valor da ação daquela corporação.